# Médersa El Kacemia
La médersa El Kacemia (arabe : المدرسة القاسمية) est l'une des médersas de la médina de Tunis, construite sous le règne des Husseinites.

## Étymologie
Elle tire son nom de son fondateur, le saint Al-Haj Kacem Ibn al-Haj Ali Ben Youssef Al-Jerbi (الحاج قاسم ابن الحاج علي بن يوسف الجربي), un cheikh mort en 1936 (1355 de l'hégire). 

## Localisation
Elle est située dans le mausolée de Sidi Sridek (سيدي سريدك).

## Histoire
Elle est inaugurée en 1928 (1347 de l'hégire) par Habib Bey, qui a conféré le Nichan Iftikhar à Al-Haj Kacem pour le remercier de ses efforts déployés pour la construction de la médersa.

## Description
Elle comporte un foyer pour loger les étudiants et une école élémentaire coranique (kouttab) pour les enfants.